# Karel Novák (politik ODS)
Karel Novák (* 14. ledna 1951 Chotíkov) je český lékař, vysokoškolský učitel a politik za Občanskou demokratickou stranu, po sametové revoluci československý poslanec Sněmovny národů Federálního shromáždění a později také historik.

## Biografie
Profesí je lékař, chirurg. Působil na Lékařské fakultě Univerzity Karlovy v Plzni, působil i jako pedagog ve Fakultní nemocnici v Motole a profesor-konzultant v nemocnicích v Příbrami a Berouně. Přednášel na Fakultě tělesné výchovy a sportu Univerzity Karlovy v Praze. Publikuje odborné studie. Uvádí se také coby člen redakční rady časopisu České chirurgické společnosti. V roce 2010 se stal prezidentem České sekce International College of Surgeons. Tehdy již, od roku 2008, pracoval v Německu. Žije od dětství v Rokycanech.
Po sametové revoluci se angažoval v politickém životě. Ve volbách roku 1992 byl zvolen za ODS, respektive za koalici ODS-KDS, do české části Sněmovny národů (volební obvod Západočeský kraj). Ve Federálním shromáždění setrval do zániku Československa v prosinci 1992.
V senátních volbách roku 1996 kandidoval do horní komory českého parlamentu za senátní obvod č. 8 - Rokycany jako kandidát ODS. V 1. kole získal 34 % hlasů, ale v 2. kole ho porazil a senátorem se stal František Jirava. V krajských volbách roku 2000 byl za ODS zvolen do zastupitelstva Plzeňského kraje. Byl aktivní rovněž v komunální politice. V komunálních volbách roku 1994 byl zvolen za ODS do zastupitelstva města Rokycany. V letech 1994 až 2004 působil jako předseda oblastního sdružení ODS Rokycany. Po skončení své chirurgické dráhy v Německu vystudoval historii na Západočeské univerzitě v Plzni. Po skončení toho studia v roce 2021 získal v rigorózním řízení titul PhDr. a následně publikoval monografie historického zaměření. 
Postupně byl zvolen sekretářem Evropské federace ICS (2019 až 2021) a poté dvakrát za sebou prvním světovým viceprezidentem této nejstarší světové chirurgické organizace (2022 až 2023 a 2024 až 2025). Jde o nejvyšší funkci v této organizaci, do které byl československý či český chirurg zvolen od let 1936 až 1938, kdy byl prvním světovým prezidentem ICS československý chirurg profesor Arnold Jirásek.
Vedle publikací odborného lékařského zaměření vydal v posledních letech i monografie s historickou tematikou (Oprátky spravedlnosti, nebo pomsty? a Hoření dogmat). Na další obsáhlé monografii pracuje. Působil též jako překladatel odborné literatury.